# Anka Žagar
Anka Žagar (Zamost u Gorskom kotaru, 6. srpnja 1954.), hrvatska pjesnikinja. 
Diplomirala je jugoslavenske jezike i književnosti te komparativnu književnost na Filozofskom fakultetu u Zagrebu. Radi kao knjižničarka u Zagrebu. Jedna je od najznačajnijih suvremenih hrvatskih pjesnika; Goranov vijenac za poeziju dobila je 1994. godine.

## Djela
- Išla i... sve zaboravila, Zagreb 1983.
- Onaon, Zagreb 1984.
- Zemunice u snu, Zagreb 1987.
- Bešumno bijelo, Zagreb 1990.
- Nebnice, Zagreb 1990.
- Guar, rosna životinja, Zagreb 1992.
- Stišavanje izvora, Zagreb 1996.
- Male proze kojima se kiša uspinje natrag u nebo, Zagreb 2000.
- Stvarnice, nemirna površina, Zagreb 2008.[1][2][3]
- Crta je moja prva noć, Zagreb 2012.[4]
- Pjevaju razlike tihotapke, Zagreb 2015.[5]

Neka njena djela u svojoj je antologiji Żywe źródła iz 1996. s hrvatskog na poljski prevela poljska književnica i prevoditeljica Łucja Danielewska.

## Nagrade
- 1994.: Goranov vijenac
- 2009.: Nagrada Ivan Goran Kovačić, za zbirku pjesama Stvarnice, nemirna površina
- 2017.: Književna nagrada Stipan Bilć-Prcić, za zbirku pjesama Pjevaju razlike tihotapke[6]

## Vanjske poveznice
- Izabrane pjesme u antologiji Utjeha kaosa (2006.) na stranicama Zagrebačke slavističke škole  Arhivirana inačica izvorne stranice od 7. siječnja 2009. (Wayback Machine)
- Žagar, Anka Hrvatska enciklopedija
- Krešimir Bagić, Poezija od A do Ž  Arhivirana inačica izvorne stranice od 7. studenoga 2017. (Wayback Machine), Vijenac 496/2013.
- Cvjetko Milanja, Pjesništvo Anke Žagar  Arhivirana inačica izvorne stranice od 24. svibnja 2021. (Wayback Machine), Kolo 1-2/2010.